# Heterometrus
Genre
Synonymes
- Centrurus Ehrenberg, 1829
- Palamnaeus Thorell, 1876
- Caucon Karsch, 1879

Heterometrus est un genre de scorpions de la famille des Scorpionidae.

## Distribution
Les espèces de ce genre se rencontrent en Asie du Sud-Est.

## Liste des espèces
Selon The Scorpion Files (27/07/2023) :
- Heterometrus cimrmani Kovařík, 2004
- Heterometrus glaucus (Thorell, 1876)
- Heterometrus laevigatus (Thorell, 1876)
- Heterometrus laoticus Couzijn, 1981
- Heterometrus longimanus (Herbst 1800)
- Heterometrus minotaurus Plíšková, Kovařík, Košulič & Šťáhlavský, 2016
- Heterometrus petersii (Thorell, 1876)
- Heterometrus silenus (Simon, 1884)
- Heterometrus spinifer (Ehrenberg, 1828)
- Heterometrus thorellii (Pocock, 1892)

## Systématique et taxinomie
Ce genre a été décrit par Hemprich et Ehrenberg en 1828.
Palamnaeus a été placé en synonymie par Karsch en 1879.
Centrurus et Caucon ont été placés en synonymie par Kraepelin en 1894.
Il a été démembré par Prendini et Loria en 2020, ses espèces ont été réparties entre les genres Chersonesometrus, Deccanometrus, Gigantometrus, Javanimetrus, Sahyadrimetrus, Srilankametrus et Heterometrus stricto sensu.

## Publication originale
- Hemprich & Ehrenberg, 1828 : Zoologica II. Arachnoidea. Symbolae physicae seu icones et descriptiones animalium evertebratorum sepositis insectis quae ex itinere per Africam borealem et Asiam occidentalem. Berolini, Officina Academica, (texte intégral).